# Chrysocolletes houstoni
Chrysocolletes houstoni är en biart som beskrevs av Maynard 1996. Chrysocolletes houstoni ingår i släktet Chrysocolletes och familjen korttungebin. Inga underarter finns listade i Catalogue of Life.